# Bataiürt
Bataiürt (en rus: Батаюрт) és un poble de la república del Daguestan, a Rússia. Segons el cens del 2010 tenia 4.069 habitants.